# LEGO Batman - Il film
LEGO Batman - Il film (The Lego Batman Movie) è un film d'animazione del 2017 diretto da Chris McKay.
Secondo film del franchise è uno spin-off del film The LEGO Movie (2014), basato sull'omonimo personaggio di DC Comics e sull'omonima linea tematica della LEGO.

## Trama
Joker recluta tutti i cattivi di Gotham City (Harley Quinn, L'Enigmista, Due Facce, Catwoman, Pinguino, Spaventapasseri, Poison Ivy e altri ancora) per distruggere la città nel caso il Sindaco McCaskill non gliela consegni; Batman riesce all'ultimo momento ad intervenire e a sconfiggere l'esercito di Joker, tuttavia nel corso della lotta finisce per ferire i sentimenti del folle clown dicendogli che non è importante nella sua vita e che non lo considera il suo più grande nemico. Il giorno seguente, Batman partecipa al gala invernale della città per celebrare il pensionamento del commissario Gordon. Durante l'evento, Barbara Gordon prende il posto del padre come nuovo commissario di polizia di Gotham e annuncia il suo piano per rinforzare il corpo di polizia cittadino, in modo che non abbia più bisogno di Batman, cosa che fa irritare il giustiziere. Nel contempo, Joker e tutti i criminali di Gotham fanno irruzione alla festa per arrendersi, e perciò Batman si rende conto che presto non ci sarà più bisogno di lui. Nel corso della stessa festa Bruce, colpito dalla bellezza di Barbara, accetta inconsapevolmente di adottare l'orfano Dick Grayson, e il maggiordomo Alfred convince Bruce a prenderlo sotto la sua ala come Robin.
Batman deduce che Joker sta pianificando qualcosa di malefico all'interno dell'Arkham Asylum e ritiene che l'unica soluzione sia esiliarlo nella Zona fantasma. Batman e Robin entrano nella Fortezza della solitudine, il covo di Superman in cui si sta festeggiando la festa per l'anniversario della Justice League, rubano il proiettore della Zona fantasma, per poi precipitarsi ad Arkham e spedire Joker nella prigione spaziale, venendo poi immediatamente arrestati da Barbara. Harley Quinn, che si era fino a quel momento nascosta, ruba il raggio della Zona Fantasma e fa tornare Joker a Gotham, insieme a tutti i cattivi che vi erano contenuti, che vengono reclutati dal clown per conquistare ancora una volta la città e sconfiggere Batman. Con Gotham nel caos, Batman viene liberato, ma a patto che collabori con Barbara, Robin e Alfred per fermare Joker e il suo esercito di criminali, prima che facciano saltare in aria la città con delle bombe rubate dalla Batcaverna.
Arrivati a Villa Wayne, Batman, ormai legato ai tre amici e in pensiero per la loro sorte, si separa con un sotterfugio da Robin, Barbara e Alfred per affrontare Joker da solo, ma viene sconfitto e spedito nella Zona fantasma. Qui Batman si rende conto del suo egoismo e capisce di aver sbagliato, convincendo la guardiana, il mattoncino Phyllis, di lasciarlo tornare a Gotham al fine non solo di riportare indietro tutti i cattivi nella Zona Fantasma, ma di rimanere lì prigioniero, per riparare ai suoi errori. Tornato in città, insieme ai suoi alleati e agli altri criminali di Gotham, che intendono vendicarsi di Joker per averli abbandonati, pianificano una strategia d'attacco coordinata per sconfiggere il clown ed il suo esercito. Il gruppo rimanda gli altri criminali nella Zona fantasma, tuttavia le bombe poste alla base della città vengono fatte detonare, causando un sisma che divide Gotham in due. Dopo aver convinto Joker che egli è il suo più grande nemico e che il loro connubio è indivisibile, Batman, i suoi alleati e tutta Gotham si uniscono per rimettere insieme la città. Gotham è salva e Batman si prepara a tornare nella Zona Fantasma, come aveva promesso a Phyllis; la guardiana, però, ha visto il buono che c'è in lui e gli permette di rimanere a Gotham. Alla fine Batman inizia una nuova vita con la sua nuova famiglia.
In una scena a metà dei titoli di coda, Robin canta una canzone seguita da lui e la sua famiglia, i criminali di Gotham, il sindaco e l'ex commissario di polizia che ballano a ritmo di musica.

## Personaggi
- Bruce Wayne / Batman, doppiato in originale da Will Arnett e in italiano da Claudio Santamaria.[1]
- Joker, doppiato in originale da Zach Galifianakis[2] e in italiano da Marco Guadagno.
- Dick Grayson / Robin, doppiato in originale da Michael Cera[3] e in italiano da Alessandro Sperduti.[1]
- Barbara Gordon / Batgirl, doppiata in originale da Rosario Dawson[4] e in italiano da Geppi Cucciari.[1]
- Alfred Pennyworth, doppiato in originale da Ralph Fiennes[5] e in italiano da Roberto Pedicini.
- Sindaco McCaskill, doppiata in originale da Mariah Carey[6][7] e in italiano da Marina Tagliaferri.
- Harleen Quinzel / Harley Quinn, doppiata in originale da Jenny Slate[8] e in italiano da Domitilla D'Amico.
- Harvey Dent / Due Facce, doppiato in originale da Billy Dee Williams[9] e in italiano da Emanuele Ruzza.

Il 3 febbraio 2017 la Warner Bros. ha rivelato l'intero cast del film che vede, tra gli altri, Conan O'Brien (Enigmista, doppiato in italiano da Sacha Pilara), Channing Tatum (Superman, doppiato in italiano da Gianfranco Miranda; che ha doppiato anche Bane nella versione Italiana), Jonah Hill (Lanterna Verde, doppiato in italiano da David Chevalier), Adam DeVine (Flash, doppiato in italiano da Edoardo Stoppacciaro), Héctor Elizondo (James Gordon, doppiato in italiano da Gerolamo Alchieri). Con l'annuncio dell'intero cast, vengono anche rivelati alcuni personaggi presenti nel film, ma esterni all'Universo DC: Voldemort (doppiato da Eddie Izzard e in italiano da Marco Mete), King Kong (doppiato da Seth Green e in Italiano da Gabriele Tacchi) e Sauron (doppiato da Jemaine Clement e in italiano da Roberto Draghetti).

## Produzione
Il 10 ottobre 2014 venne annunciato che Will Arnett avrebbe doppiato Batman in uno spin-off di The LEGO Movie, diretto da Chris McKay e previsto per il 2017. Il 30 ottobre venne annunciato che lo studio d'animazione australiano Animal Logic stava trattando per la produzione di tre film LEGO. Il 16 luglio 2015, The Hollywood Reporter riportò che Michael Cera avrebbe doppiato Robin, mentre Dan Lin, Roy Lee, Phil Lord e Christopher Miller vennero annunciati come produttori del film.
Il 12 agosto 2015 venne annunciato che Zach Galifianakis avrebbe dato la voce a Joker e il 16 ottobre 2015 Rosario Dawson entrò nel cast come doppiatrice di Barbara Gordon. Il 3 novembre 2015, Ralph Fiennes venne ingaggiato per dare voce al personaggio di Alfred Pennyworth. Nel luglio 2016 Jenny Slate venne annunciata come doppiatrice di Harley Quinn e il 30 novembre il regista McKay confermò che Billy Dee Williams avrebbe doppiato Harvey Dent.

## Promozione

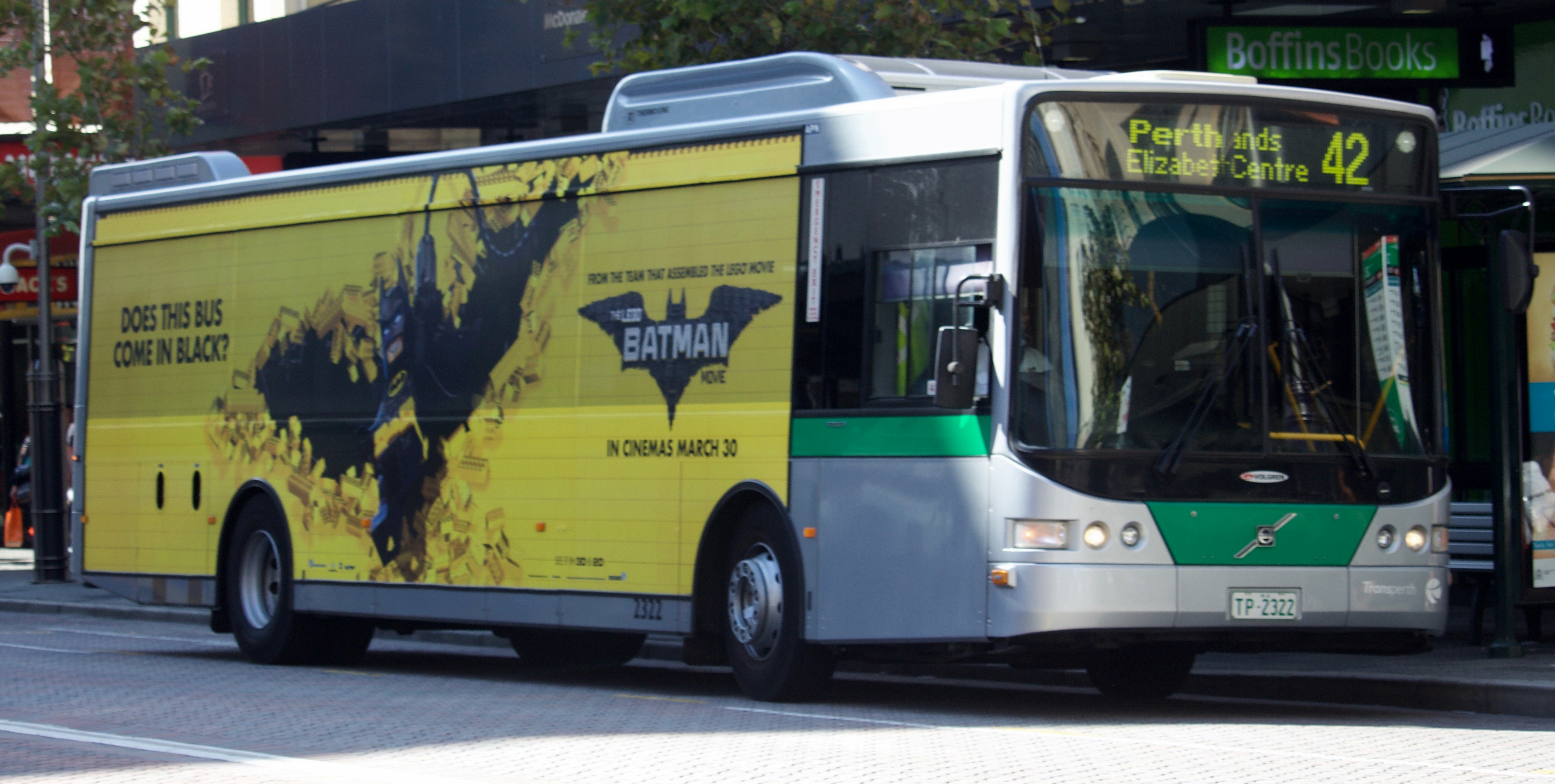
La pubblicità del film su un autobus

Il primo trailer del film è stato distribuito dalla Warner Bros. Pictures il 24 marzo 2016. Per promuovere il film, sono stati inseriti degli Easter egg nell'assistente vocale di Apple Siri: pronunciando la frase "Hey 'Puter" (nel film Puter è il nomignolo dato da Batman al computer della Batcaverna) con l'assistente impostato sulla lingua inglese, Siri rispondeva citando delle frasi che il computer della Batcaverna recita nel film.
Per promuovere il film è uscito un Pacchetto Storia di LEGO Batman il film nel gioco LEGO Dimensions, contenente sei livelli dedicati al film (avente la minifigure di Robin e Batgirl), e un Fun Pack (avente Excalibur Batman).

## Distribuzione
L'anteprima del film si è tenuta il 4 febbraio 2017 a Los Angeles, nel distretto di Westwood. Il 10 febbraio 2017 il film è uscito in Nord America e il 9 febbraio 2017 in Italia.

## Accoglienza

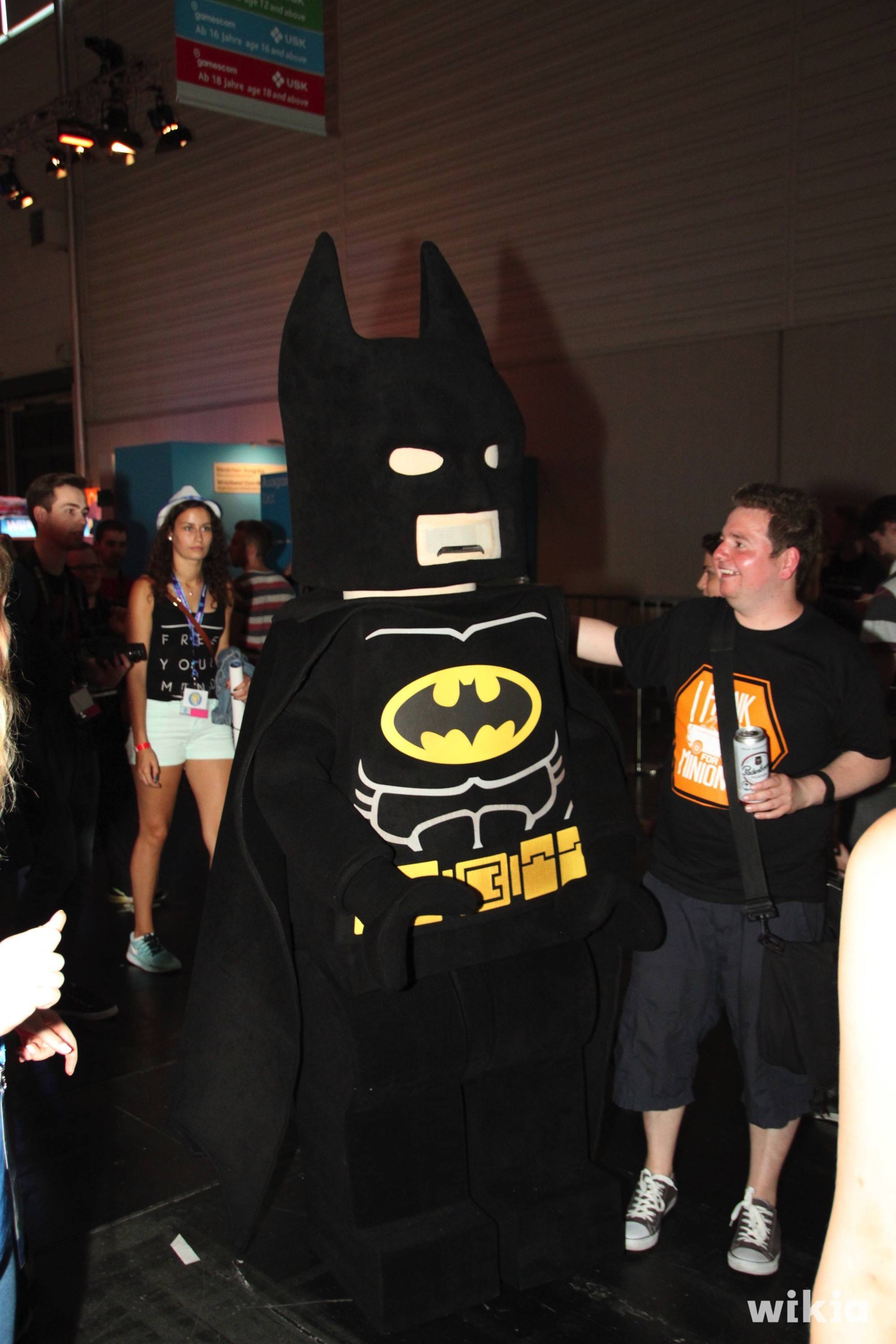
Cosplay del protagonista

### Incassi
Nel primo fine settimana di proiezione, il film ha incassato circa 55635000 $ negli USA. Il film ha incassato un totale di 312 150 384 $ di cui 175 750 384 $ nei soli Stati Uniti e 136 400 000 $ nel resto del mondo. In Italia nel primo fine settimana di programmazione la pellicola ha incassato 1189448 € e, al 20 marzo 2017, ha avuto un incasso totale di 2 603 272 €.

### Critica
Il film ha ricevuto recensioni molto positive da parte della critica e del pubblico, in particolare dai fan del personaggio. Su Rotten Tomatoes ha una percentuale di gradimento dell'89% basato su 313 recensioni, con un voto medio di 7,5 su 10. Il consenso critito cita: «LEGO Batman - Il film continua la serie vincente del suo franchise di successo con un altro giro di caos vertiginosamente divertente - e meravigliosamente animato - per famiglie». Su Metacritic ottiene un punteggio di 75 su 100 basato su 48 recensioni.

## Riconoscimenti
- 2017 - St. Louis Film Critics Association Awards

Candidato al miglior film d'animazione
- 2017 - Chicago Film Critics Association Awards

Candidato al mglior film d'animazione
- 2017 - Satellite Award

Candidato al miglior film di animazione o a tecnica mista
- 2017 - Critics' Choice Awards

Candidato al miglior film d'animazione

## Sequel
Il 5 dicembre 2018, McKay ha annunciato che era in lavorazione un sequel del film, con lui che sarebbe tornato alla regia. L'uscita del film era prevista per il 2022. Tuttavia, mentre i diritti di DC Comics sono di proprietà della Warner Bros., Universal Pictures ha acquisito i diritti cinematografici del franchise di The Lego Movie nel 2020, annullando di fatto il sequel.
Nel giugno 2021, McKay ha rivelato che la sceneggiatura era stata scritta da Michael Waldron e Dan Harmon. Si sarebbe concentrato sulla relazione di Batman con la Justice League, in particolare Superman, e i cattivi principali sarebbero stati Lex Luthor e OMAC. Waldron ha rivelato che il film era provvisoriamente intitolato Lego Superfriends.